# 疾病預防控制中心 (澳門)
疾病預防控制中心（葡萄牙語：Centro de Prevenção e Controlo da Doença）成立於2001年10月22日，直屬澳門特別行政區政府衛生局局長，是執行促進及保障健康、預防疾病的職能、專責統籌群體水平的疾病防制工作的技術單位。2022年1月1日起，該部門改組為衛生局轄下廳級部門，屬衛生局的領導層範疇。

## 職責
- 監測及研究本地區重點健康問題，尤其是傳染病、慢性非傳染病、職業有關疾病、傷害等，以及重點健康影響因素之情況
- 與有權限的國際機構，其他國家或地區相關部門建立信息網絡，交換疾病控制信息
- 及時向衛生行政機關、衛生服務機構、衛生專業人員、大眾傳播媒介及公眾發布健康信息
- 為預防和控制重點健康問題，研究、擬定和建議衛生政策、法規和標準
- 為預防和控制重點健康問題，制定疾病防制計劃、方案和指引，推動並參與落實該等計劃和方案，並評價其成效
- 訂定及推行防疫接種計劃和疾病根治計劃
- 協調及推行環境、食物、職業、學校衛生等的監察工作
- 領導、支援及推行健康教育工作
- 制訂策略、支援及推行結核病防治工作
- 推行動物病媒控制工作
- 保證落實國際衛生有關工作
- 促進對公共衛生方面的重大或緊急情況的調查和處理，尤其是傳染病爆發、環境或食物污染事件等。

## 組織架構
下設“傳染病防控處”及“健康促進處”。同樣地，下設了若干個工作小組：
- 特別預防服務小組
- 環境及食物衛生部
- 病媒控制工作組
- 社區衛生工作組